# Cosmonova (álbum)
Cosmonova es el título del álbum solista de Daniel Gutiérrez, guitarrista y vocalista de La Gusana Ciega. El mismo nombre fue utilizado para nombrar a la banda que lo acompañaría de gira. 

## Lista de canciones
1. Lo Simple (3:57)
2. Las Horas (3:46)
3. Sólo Quiero Verte (4:00)
4. Valium (4:48)
5. Al Revés (4:03)
6. Para Amar (4:24)
7. Ojos Cerrados (4:19)
8. De Nada Sirve (2:57)
9. Carrusel (4:18)
10. Saturno Equivocado (4:02)
11. Rompecabezas (3:43)
12. Soledad (2:51)

## Créditos
- Autor de todos los Temas: Daniel Gutiérrez (Letra y Música)
- Arreglos de Voz en "Solo Quiero Verte" basados en arreglos de Benny Faccone (productor de La Gusana Ciega) y Carlos Mungia

### Músicos
- Voz, Guitarras y Teclados: Daniel Gutiérrez
- Batería: Iván Moreno
- Batería en "De Nada Sirve": Mauricio Soto
- Bajo y Sax: Luis Ernesto Martínez
- Bajo en "De Nada Sirve": Alerick Barba
- Guitarras y Teclados: Fernando Andrade
- Piano y Rhodes en "Las Horas": Odilón Chávez
- Producción: Daniel Gutiérrez para Universal Music México
- Producción Ejecutiva: Rossy Pérez N./Consecuencias
- Coproducción: Fernando Andrade
- Mezcla y Masterización: Luis Gil en el estudio "Cuarto de Máquinas"
- Ing. de Grabación: Iván Moreno asisitdo por Luis Ernesto Martínez

- Datos: Q5789943